# Тарон
Таро́н (арм. Տարոն; грабар Տարօն, Տարաւն) у греко-римских авторов Таронитида — гавар и одновременно историческая область Великой Армении, входившая в состав более крупного административного образования, ашхара Туруберан, к западу от озера Ван. Главный город — Муш.

## История
Тарон — один из главных центров армянской истории. По легенде древние армяне назвали край Тароном в честь одного из потомков Ноя Торгома. Согласно Страбону, Таронитида была отнята у Селевкидов и присоединена к Армении Арташесом I. В 361—362 гг. н. э. в Тароне, в селе Хацик, родился Месроп Маштоц.
Армянские жители Тарона были истреблены в годы геноцида армянского народа. Ныне Тарон соответствует турецкому вилайету Муш. Основное население ныне составляют курды.

## Сноски
[История] |  [Мовсес Хоренаци – История Армении] | [Библиотека «Вехи»], КНИГА ПЕРВАЯ  - Родословие Великой Армении,  /ГЛАВА 6․ - О том, что другие повествователи о древности частично согласны с Моисеем, частично же расходятся с ним, и о древних устных преданиях философа Олимпиодора/։
«Но совершеннейший из них, по имени Олимпиодор[46], сказал так: «Я вам расскажу, сказал он, дошедшие до нас по преданию устные повествования, которые сказывают до сих пор многие из крестьян. Существовала книга о Ксисутре и его сыновьях, которой ныне нигде не найти, и в ней, говорят, было изложено следующее: «После того как Ксисутр приплывает в Армению и ступает на сушу, один из его сыновей по имени Сим отправляется, говорит, на северо-запад разведать землю и, найдя небольшую равнину у горы с вытянутым основанием, с пересекающей ее рекой, текущей в сторону Ассирии, остается там в течение двух лунных месяцев, называет гору по своему имени Симом[47] ,и пускается в обратный путь на юго-восток, откуда он явился. Но один из его младших сыновей, по имени Тарбан, с тридцатью сыновьями и пятнадцатью дочерьми и их мужьями, отделившись от отца, поселяется на том же берегу реки, и (Сим) по его имени называет эту область Таравном /Тарон/․» 